# Chaos Theory
Chaos Theory es una película de 2007 protagonizada por Ryan Reynolds, Stuart Townsend, Emily Mortimer y Sarah Chalke. La película fue escrita por Daniel Taplitz y Kathy Gori y fue grabada en Vancouver, Canadá.

## Sinopsis
La historia de un experto en eficiencia obsesivamente organizado cuya vida se deshace en maneras inesperadas cuando el destino lo obliga a explorar la naturaleza del amor y el perdón.

## Elenco
- Ryan Reynolds como Frank Allen.
- Emily Mortimer como Susan Allen.
- Stuart Townsend como Buddy Endrow.
- Sarah Chalke como Paula Crowe.
- Mike Erwin como Ed.
- Constance Zimmer como Peg la maestra.
- Matreya Fedor como Jesse Allen (7 años).
- Elisabeth Harnois como Jesse Allen.
- Chris William Martin como Damon.
- Jovanna Huguet como Dama de Honor.
- Christopher Jacot como Simon / Padrino.
- Alessandro Juliani como Ken.
- Jocelyne Loewen como Nancy Embarazada.
- Christine Chatelain como Tracy.

## Recepción
La película recibió en general críticas negativas. A partir del 1 de agosto de 2009, Rotten Tomatoes informó que 31% de los críticos le dieron a la película críticias positivas, basado en 55 comentarios. Metacritic informó que la película tenía una puntuación de 44 de 100, basado en 18 comentarios.
A pesar de las críticas negativas la película pareció gustarle al público. 

## DVD
El DVD fue lanzado el 17 de junio en Estados Unidos.